# No More Dream
〈No More Dream〉은 방탄소년단의 첫 번째 싱글 음반의 타이틀 곡이다. 2013년 6월 12일에 발표하였다.

## 차트
| 차트                    | 최고순위 |
| ----------------------- | -------- |
| 가온 주간 디지털 차트   | 124      |
| 가온 주간 다운로드 차트 | 84       |